# Karl Markel
Karl Markel (geboren als Carl Ludwig Markel; auch Karl Markl; * 3. September 1883 in Graz; † 2. Februar 1959 ebenda) war in den Jahren von 1905 bis 1914 ein österreichischer Rodelsportler. 

## Leben
Karl Markel wurde 1883 als Sohn von Carl Joseph und Anna Markel, geb. Esch, geboren. Seine Eltern betrieben eine „Plakatierungs- und Ankündigungs-Anstalt“ in Graz. Bereits 1901 verstarb sein Vater, so dass seine Mutter Anna den Betrieb alleine weiterführen musste. 
Im Jahre 1902 war Karl Markel mit einigen seiner Schulkollegen Gründungsmitglied des Grazer Athletik Klub (GAK). Dieser Verein befasste sich in erster Linie mit dem Fußball. Karl spielte selbst als Torwart in der Mannschaft. Karls Mutter von war dem Sport gegenüber sehr großzügig und übernahm den sogenannten „Pachtschilling“ für die Benützung eines Fußballplatzes.
Karl spezialisierte sich auf den Rodelsport, da diese Sportart zu dieser Zeit extrem beliebt wurde. Mit seinem Doppel-Partner Friedrich „Fritz“ Zsak, Rechtsanwalt, war er jedes Wochenende in Mitteleuropa bei Rodelveranstaltungen. Bei allen lokalen und regionalen Veranstaltungen war er mit seinem Partner vertreten und konnte auch größtenteils die Siege erringen. 1908 wurde er österreichischer Meister der Alpenländer in Präbichl. Am 2. Jänner 1909 konnte er bei einer Großveranstaltung auf dem Semmering den zweiten Platz im Einsitzer erringen und gewann mit Zsak den Doppelsitzer-Bewerb.
Am 23. Mai 1938 beantragte er die Aufnahme in die NSDAP und wurde zum 1. April 1940 aufgenommen (Mitgliedsnummer 7.582.117).